# 擊弦樂器
擊弦樂器指的是以槌敲擊弦發聲的樂器，與以手指撥動弦的撥弦樂器和以弓摩擦弦發聲的擦弦樂器有所區別。
在擊弦樂器中，發聲方法為手持錘子敲打弦線，例如揚琴。

## 擊弦樂器列表

### 西洋樂器
- 德西馬琴
- 匈牙利揚琴
- 翼琴
- 钢琴

### 中國民族樂器
- 揚琴